# Гуньківка
Гу́ньківка — село в Україні, у Любецькій селищній громаді Чернігівського району Чернігівської області. Населення становить 90 осіб. До 2020 орган місцевого самоврядування — Губицька сільська рада.

## Історія
Із 80-х років 20 ст. село вимирає. Процеси деградації і занепаду прискорилися у 90-ті роки. В селі практично відсутні діти, жителі за змоги покидають село.
12 червня 2020 року, відповідно до розпорядження Кабінету Міністрів України № 730-р «Про визначення адміністративних центрів та затвердження територій територіальних громад Чернігівської області», увійшло до складу Любецької селищної громади.
19 липня 2020 року, в результаті адміністративно - територіальної реформи та ліквідації Ріпкинського району, село увійшло до складу Чернігівського району Чернігівської області.

## Галерея

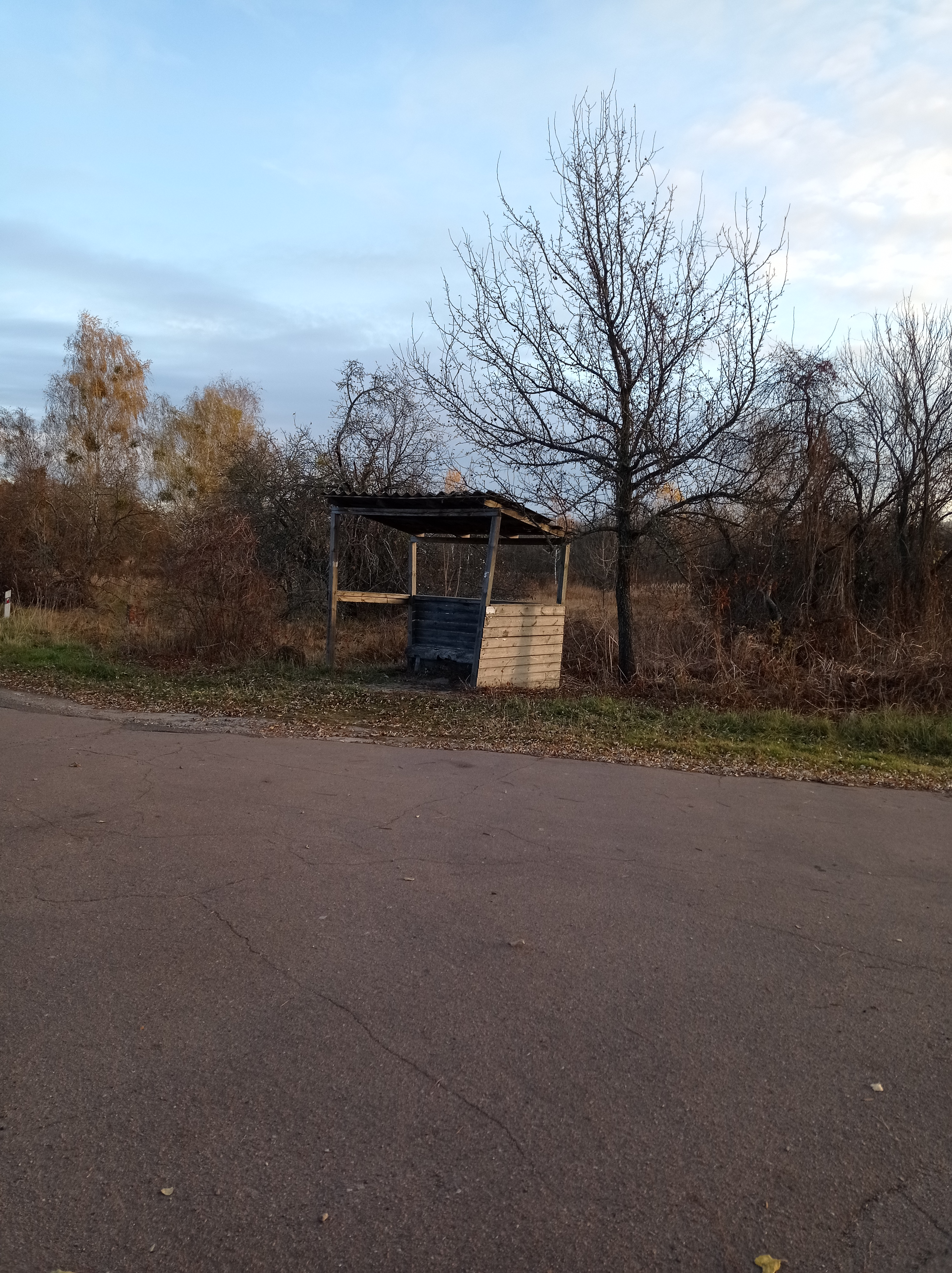
Автобусна зупинка на трасі Неданчичі-Любеч, 2021 рік
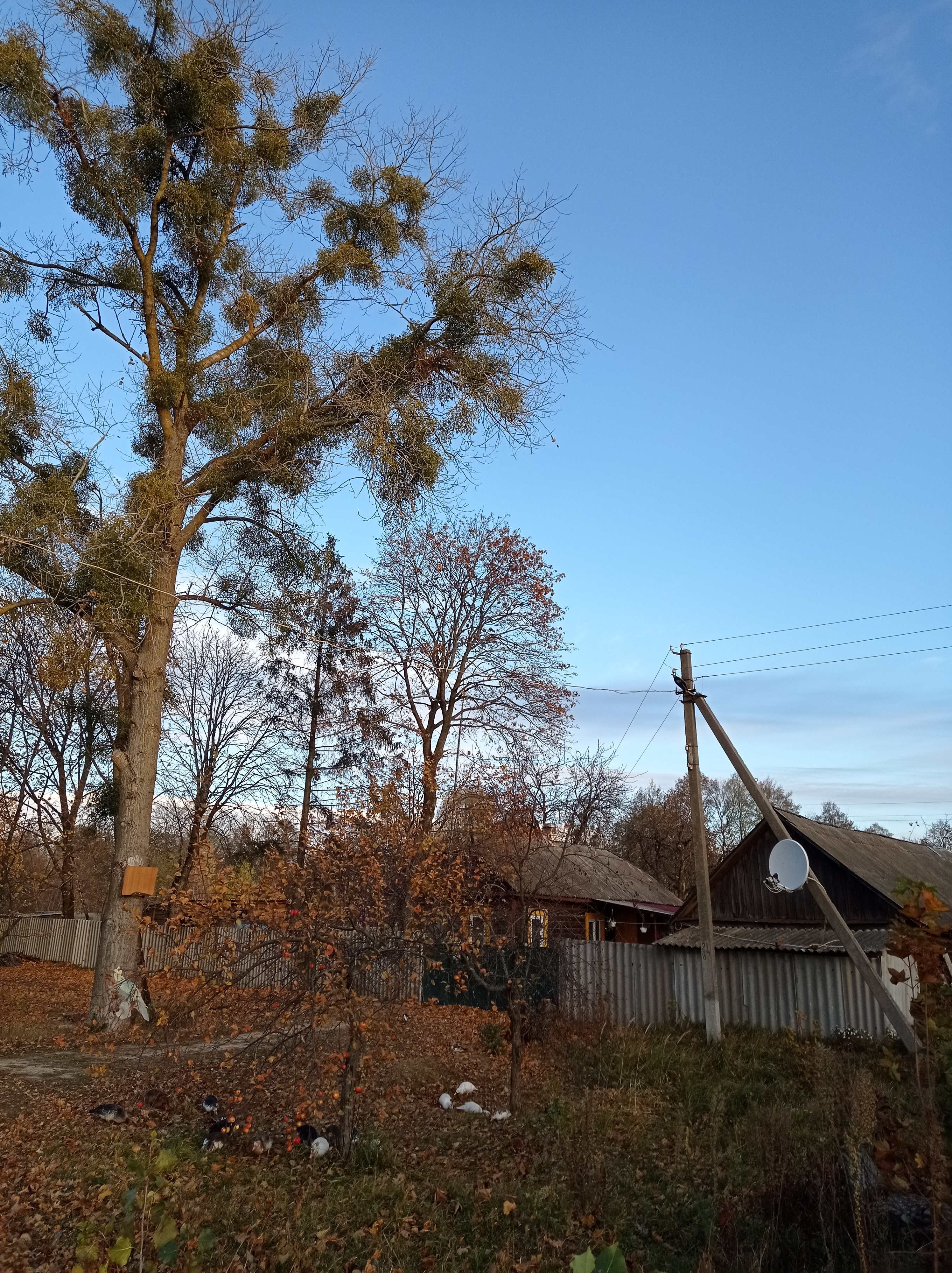
Перша хата зі сторони Любеча
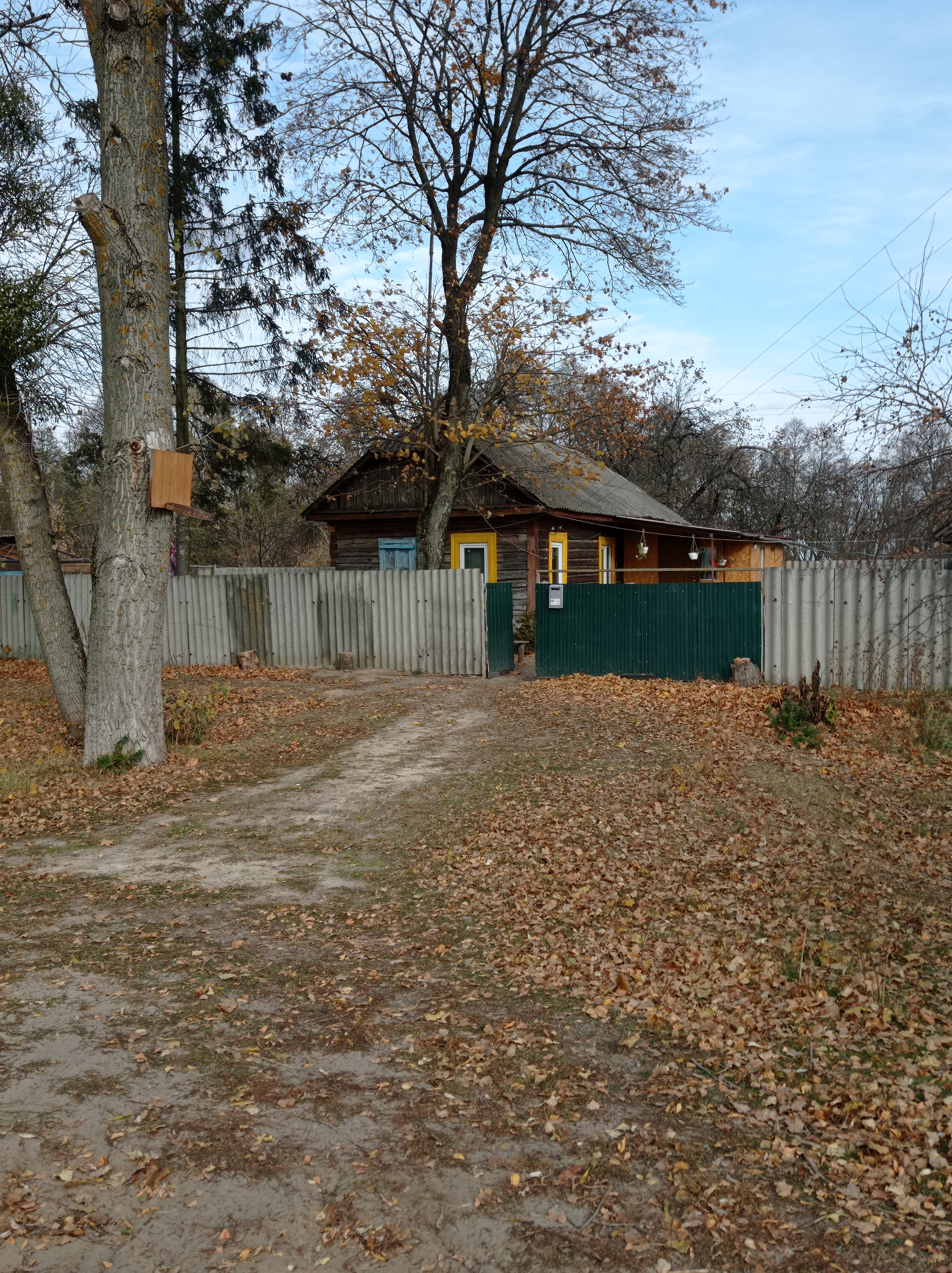
Перша хата зі сторони Любеча
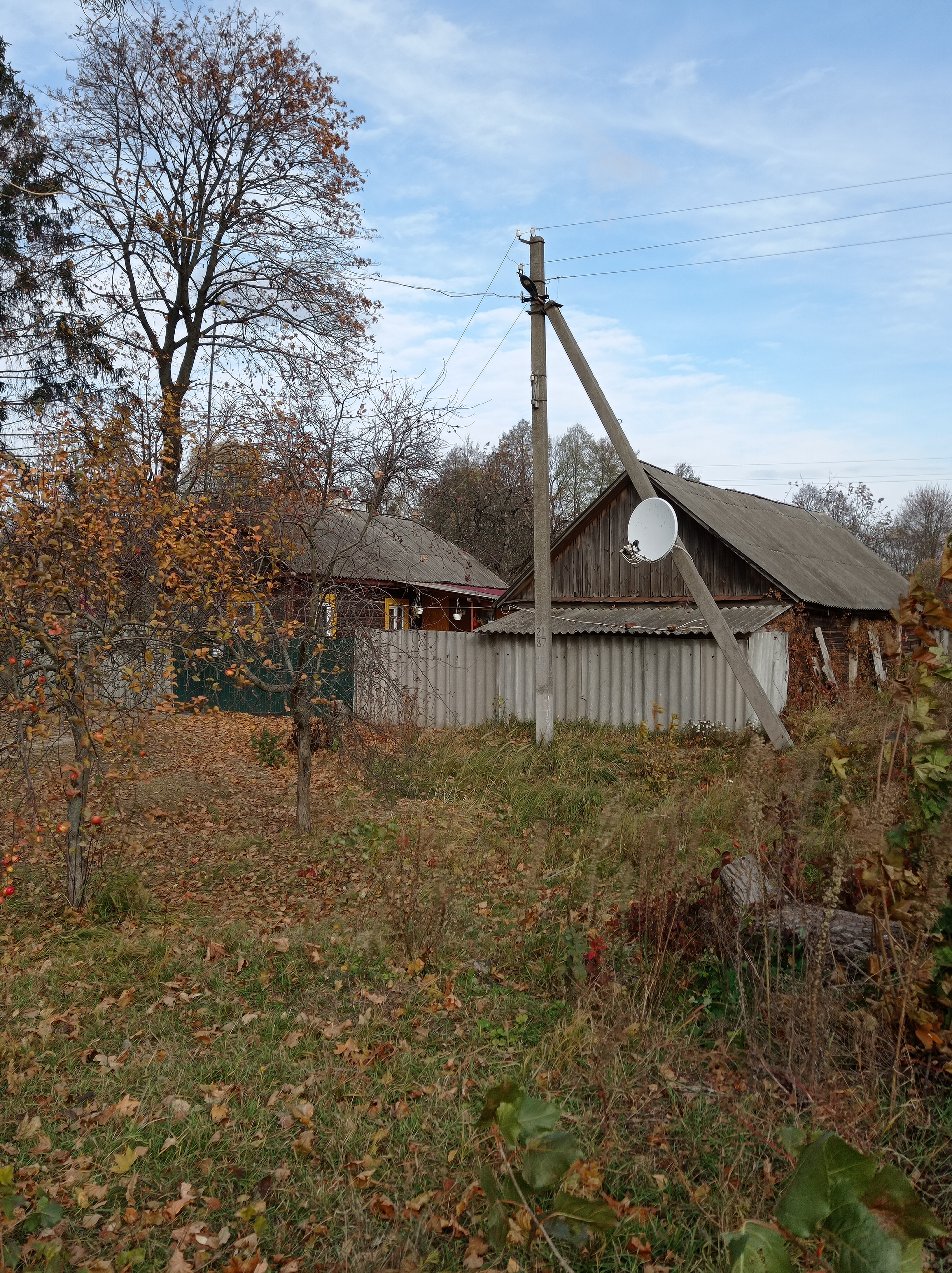
Перша хата зі сторони Любеча
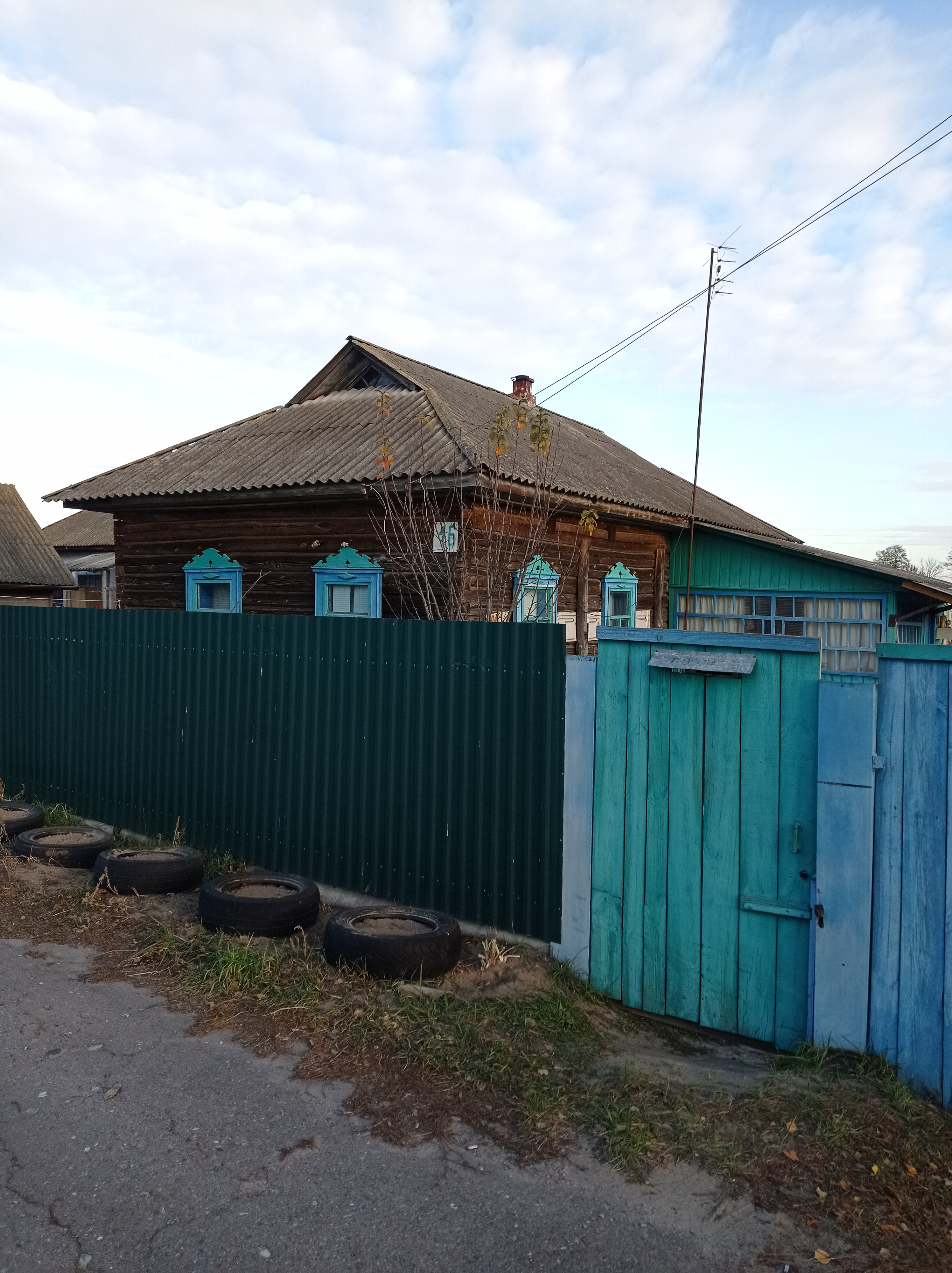
Одна з хат
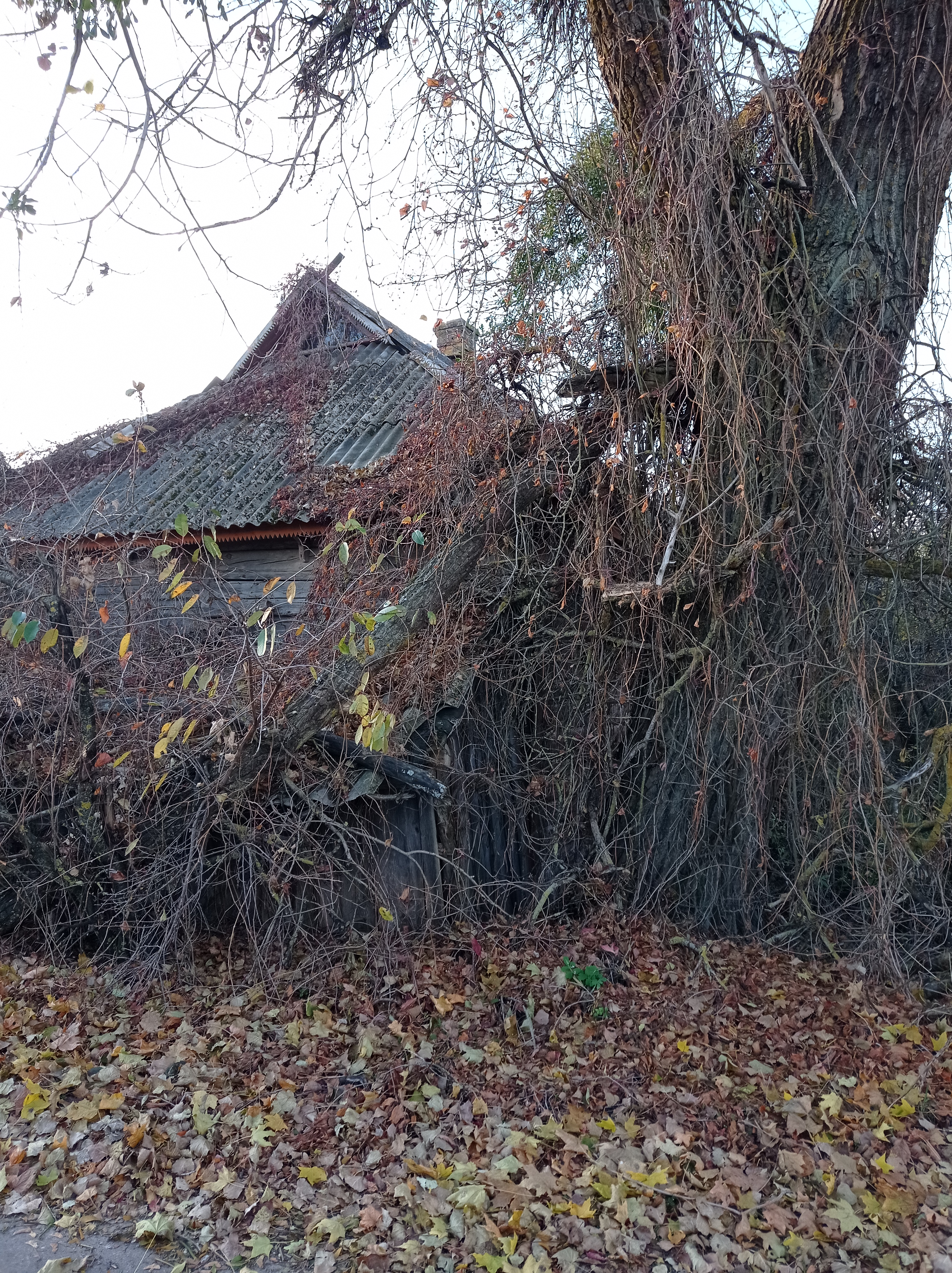
Покинута хата
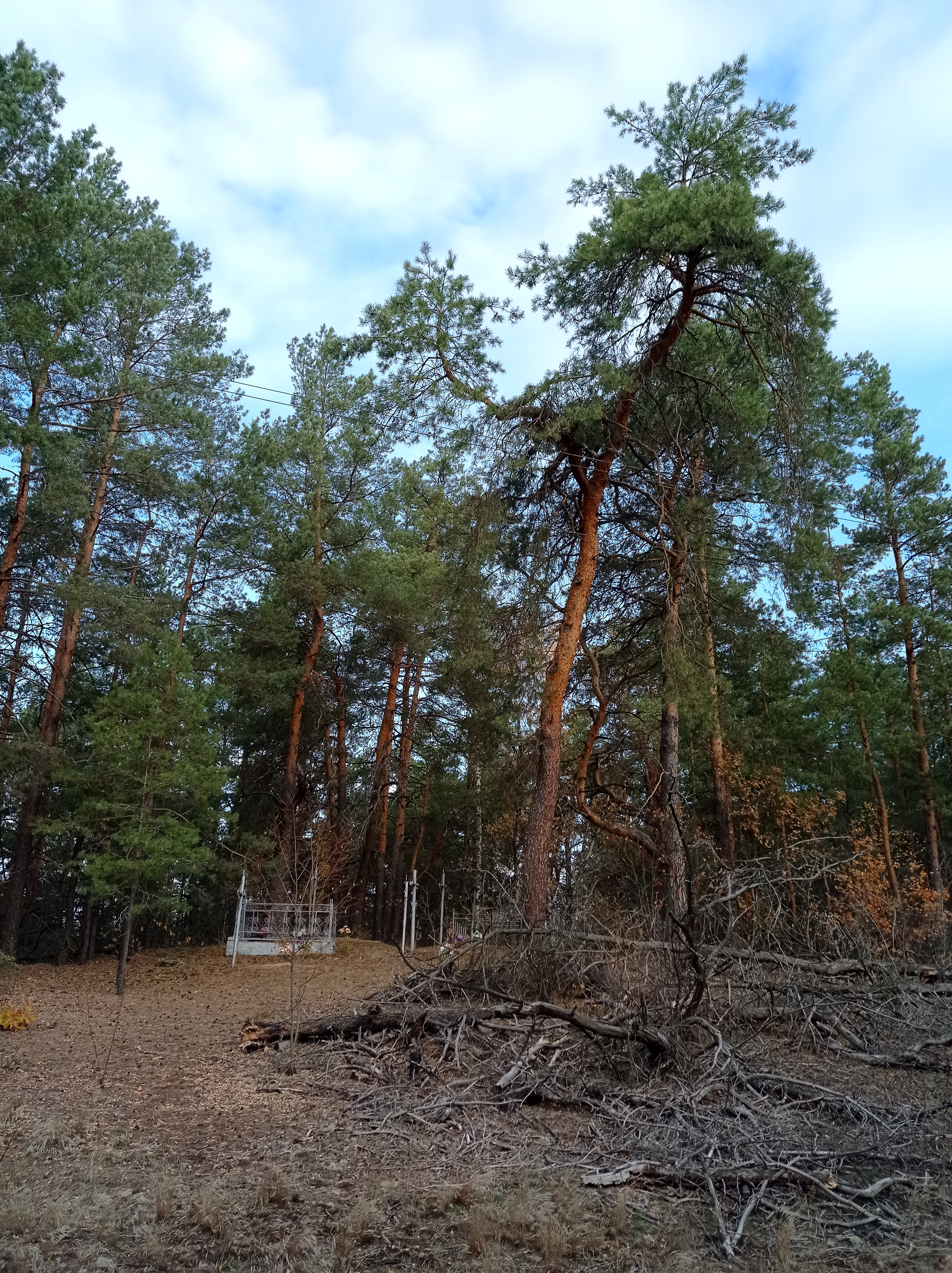
Кладовище
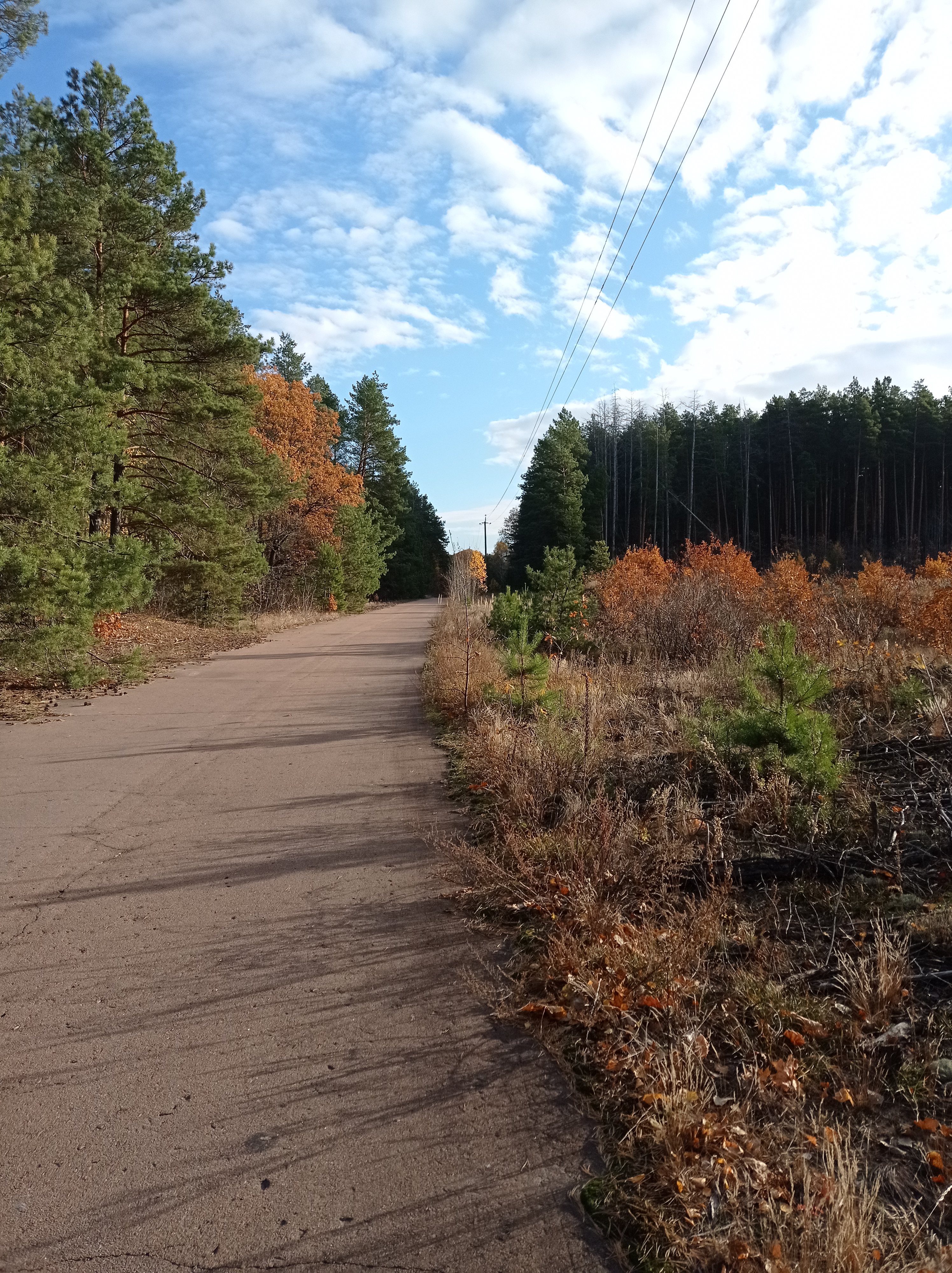
Дорога до сусіднього села Лісківка
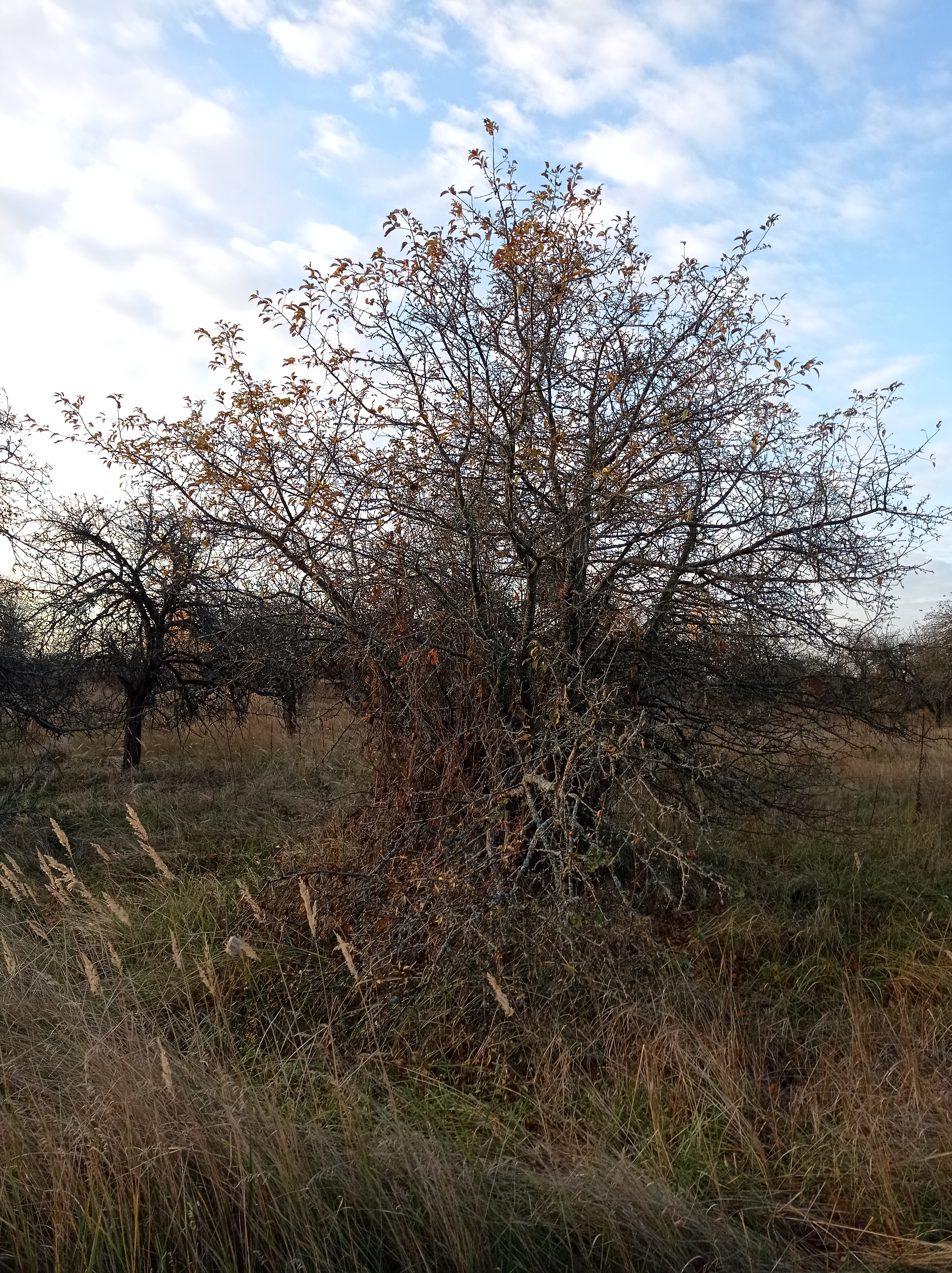
Занедбані яблуневі сади (зі сторони Неданчичів)
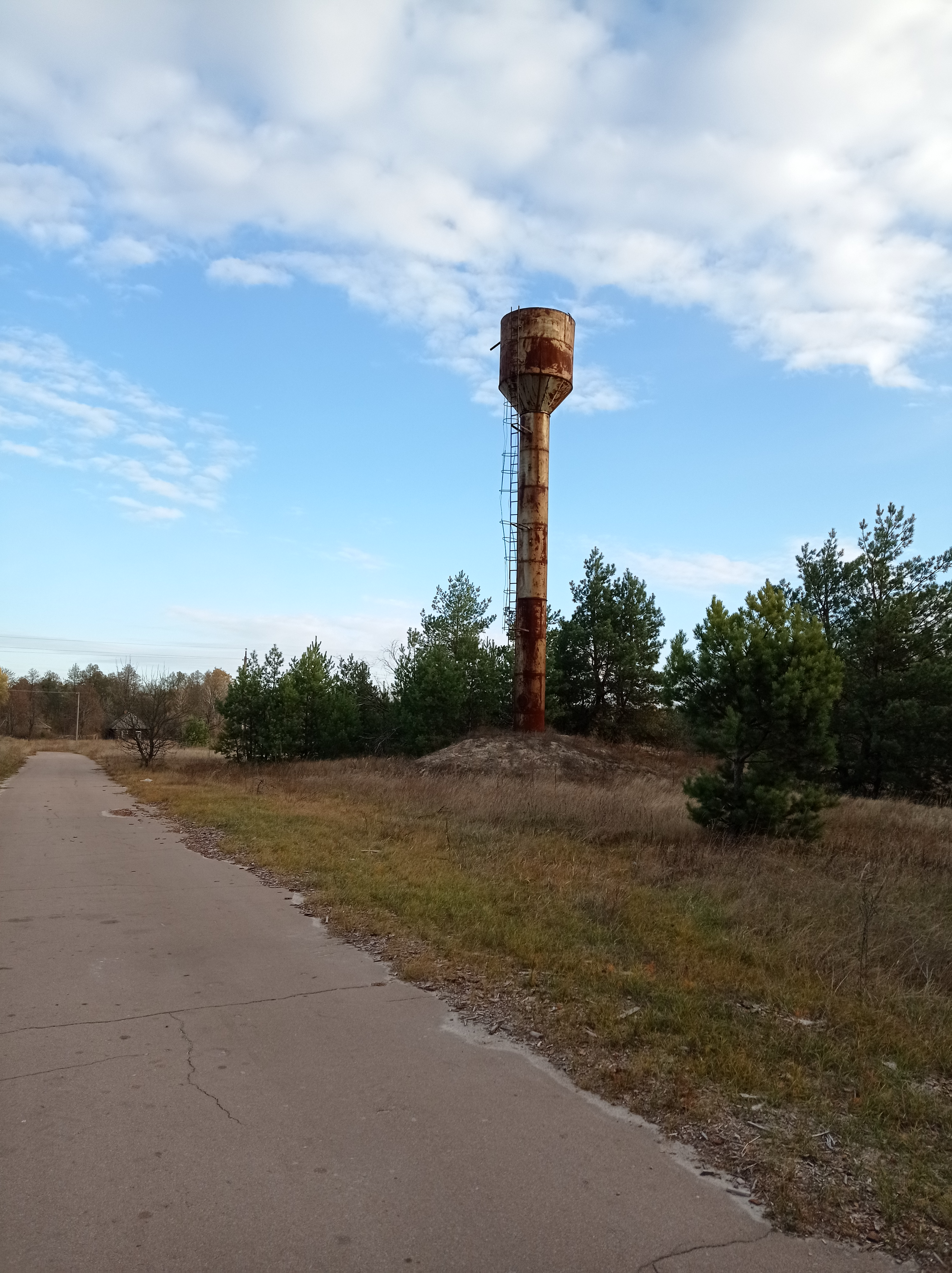
Водонапірна башта радянських часів
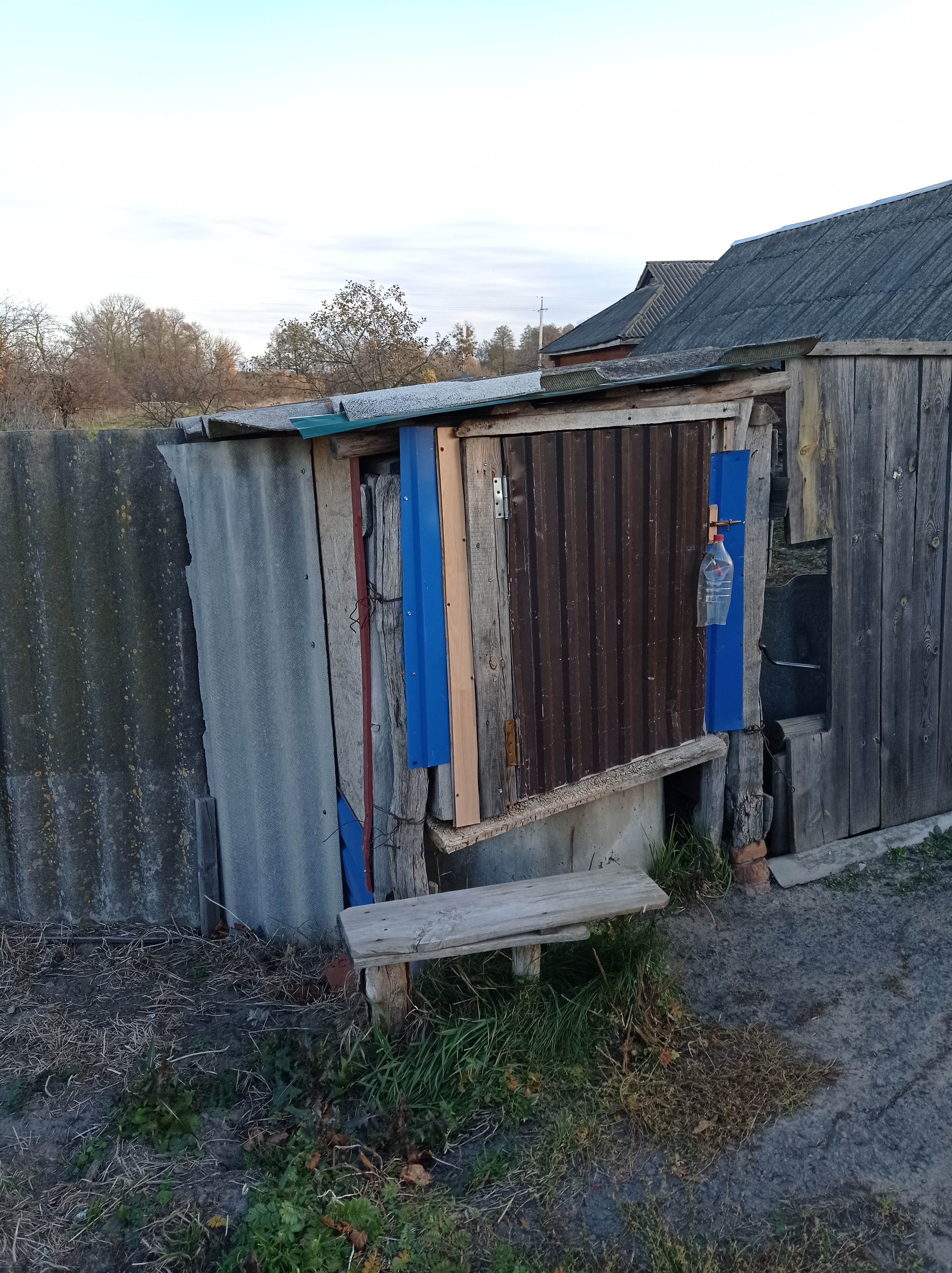
Місцева криниця
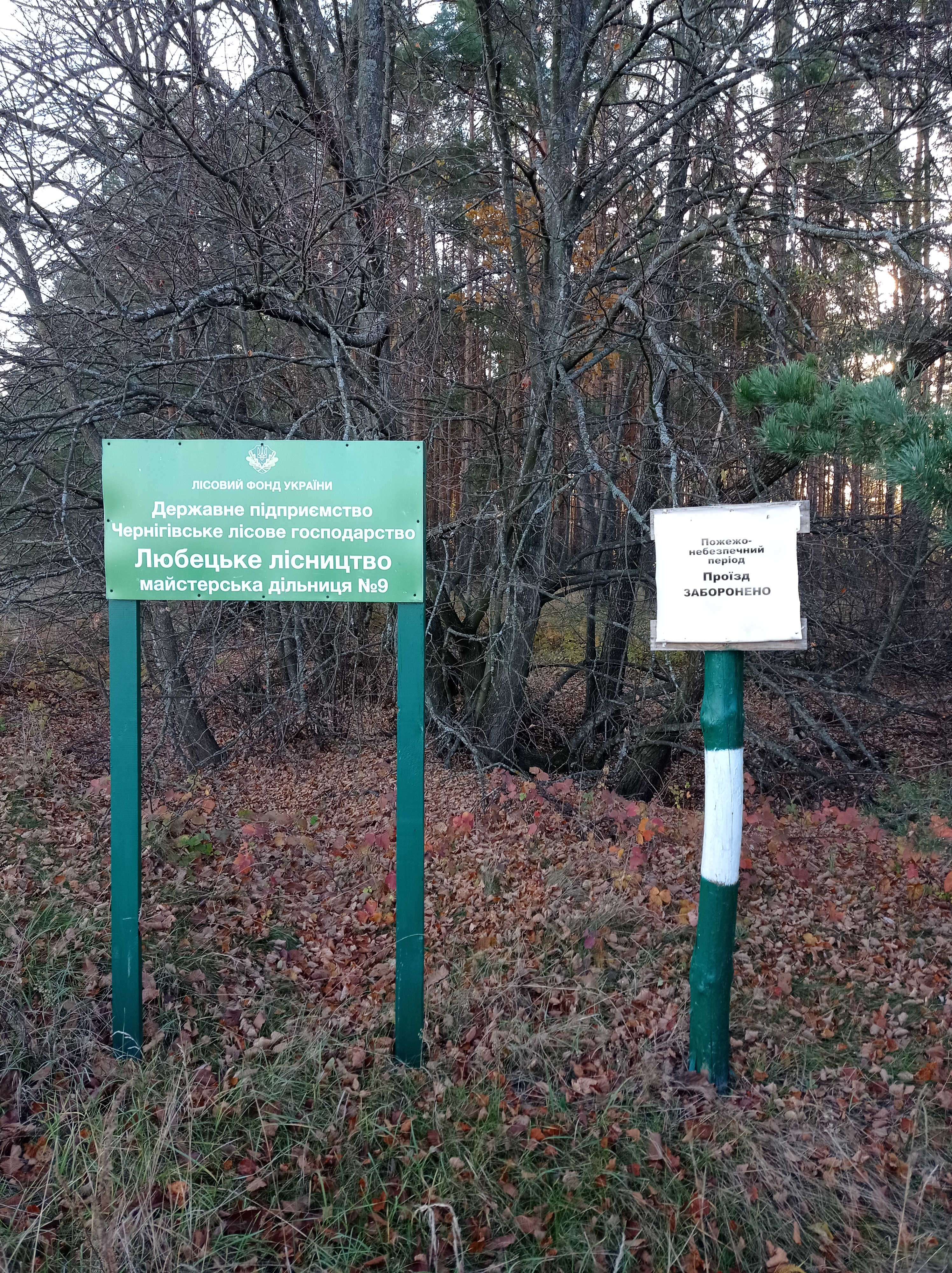
Лісництво
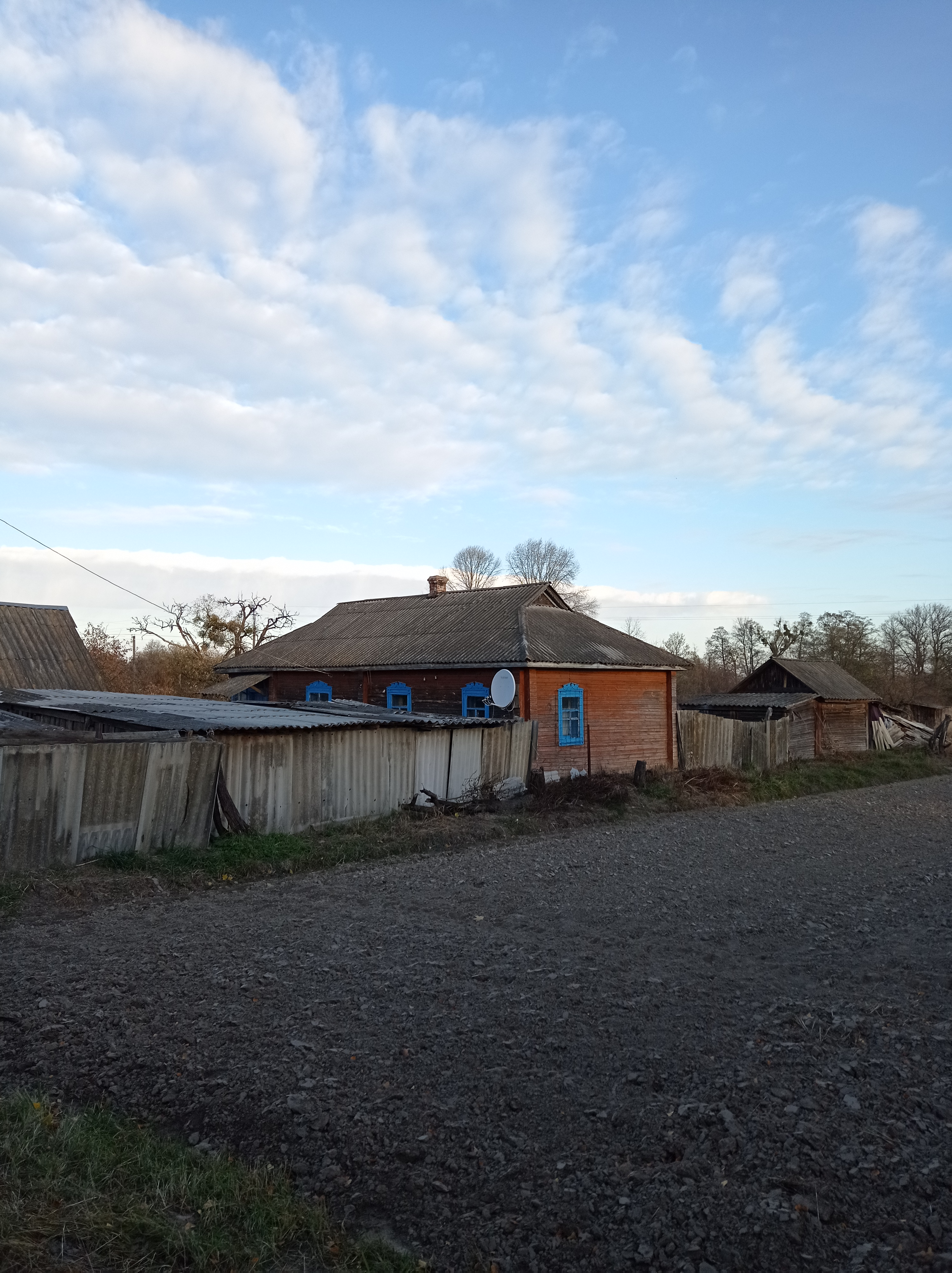
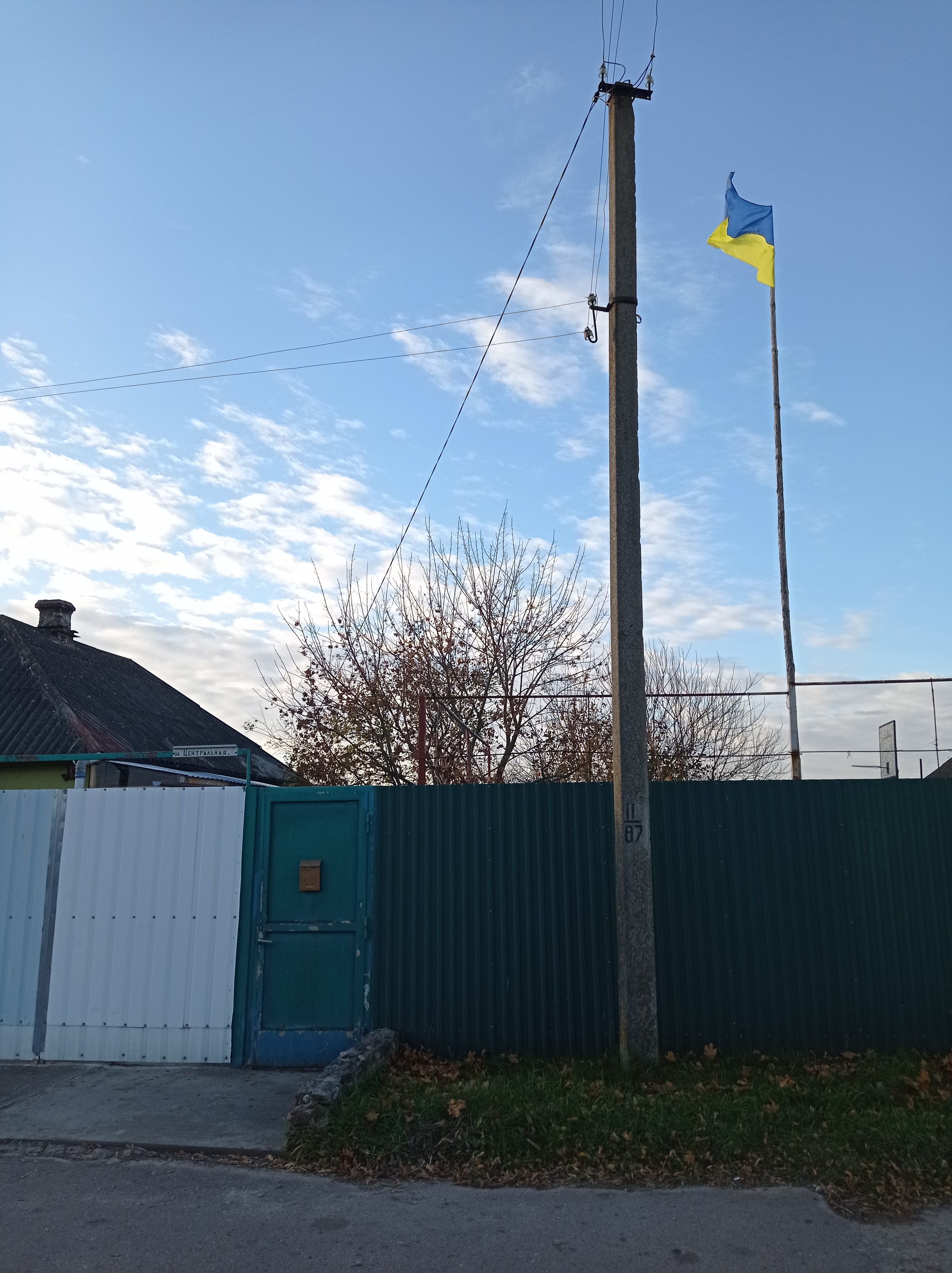